# Martin-Jan van Santen
Martin-Jan van Santen, pseudoniem Martian, is een Nederlands beeldend kunstenaar, regisseur, scenarist en stemacteur.
Hij is de maker van animatieseries. Hij heeft onder meer "Bobby's Body", "The White Cowboy" en het door BNN uitgezonden en "Egoland" gemaakt. Voor "Egoland" was hij naast scenarist en regisseur ook de stem van koningin Beatrix. Hij is nog steeds actief als stemacteur.
Vanaf 2007 is van Santen zich helemaal gaan toeleggen op schilderen, waarbij hij zich oorspronkelijk vooral richtte op stadsgezichten en naakten.  Tegenwoordig zijn zijn onderwerpen veel diverser. Hij exposeert in diverse galeries in Nederland en Duitsland.
Naast al deze activiteiten heeft Van Santen ook nog het internationale 8mm-festival in Kampen opgericht. Na jaren de festivaldirecteur te zijn geweest, koos hij een wat teruggetrokken rol, maar hij bleef een actief lid van de organisatie.